# 최일화 (시인)
최일화(1949년 4월 3일~)는 대한민국의 시인이자 전직 중고등학교 교사 출신이다. 경기도 안성에서 태어난 그는, 2011년 2월 당시에 정년퇴임할때까지 인천에서 32년 남짓 동안 고등학교 영어 교사로 재직했었다.
1949년 경기도 안성군에서 태어났다. 1975년부터 1978년까지 군대 복무를 하였고, 1979년 3월부터 교직에 입문하여 2011년 2월까지 인천에서 고등학교 영어 교사로 재직했다. 1985년 《KBS 한국방송공사 주관 한글날 기념 백일장》에서 시 《가을》이 입선되었고(정진규 시인 심사), 같은 해(1985년)에 첫 시집 《우리 사랑이 成熟(성숙)하는 날까지》를 발간하였다. 1986년 무크지 《현장문학》에 《양초를 찾다가》 등 2편이 수록되어 등단하였으며, 이후 《문학세계》와 《계간문예》를 통해 재등단했었다. 《한국작가회의》 및 《한국문인협회 인천광역시지회》, 《계간문예작가회의》의 회원이다.

## 학력
- 경기안성대덕국교(지금의 경기안성대덕초등학교) 졸업(1962년 2월)
- 평택중학교 졸업(1965년 2월)
- 평택고등학교 졸업(1968년 2월)
- 고려대학교 국어국문학과 69학번 2학년 중퇴(1970년 5월)
- 명지대학교 영어영문학과 71학번 학사(1975년 2월)
- 5년제 한국방송통신대학교 국어국문학과 82학번 학사(1987년 2월)
- 인천대학교 교육대학원 영어교육학과 석사(1995년 2월)

## 작품

### 시집
- 1985년 《우리 사랑이 成熟(성숙)하는 날까지》
- 1988년 《사랑 하나 고뇌도 하나》
- 1990년 《사랑스러운 너의 어머니가 너의 사랑스러움을 믿듯이》
- 1992년 《내 너를 위로하리라》
- 1993년 《꽃과 하늘 그리고 사랑》
- 1998년 《어머니》
- 2008년 《해질녘》
- 2011년 《소래갯벌공원》
- 2013년 《시간의 빛깔》
- 2016년 《그의 노래》
- 2019년 시선집 《마지막 리허설》
- 2024년 시집 《시인 안에 북적이는 찌꺼기들》

### 에세이
- 2005년 《태양의 계절》
- 2009년 《봄은 비바람과 함께 흙먼지 날리며 온다》

## 주요 문단 이력
- 1986년 무크지《現場文學》에 <양초를 찾다가>등 2편 발표.
- 1991년 문예지《文學世界》신인상 -〈겨울 배추밭에서〉등(신동집 시인 추천)

## 수상
- 2011년 옥조근정훈장 수훈
- 2013년 제25회 인천문학상 수상 -시집《시간의 빛깔》
- 2016년 문예지《계간문예》 신인상 -〈새의 장례식,〈열 개의 섬〉등.(김창완 시인 추천)
- 2022년《계간문예》겨울호- 제 8회 계간문예문학상 수상(김창완, 허형만 시인 심사)